# Dwight Lodeweges
Dwight Lodeweges (* 26. Oktober 1957 in Turner Valley, Alberta, Kanada) ist ein ehemaliger niederländischer Fußballspieler kanadischer Herkunft und heutiger -trainer. Im September 2020 war er interimsmäßig Bondscoach für zwei Spiele der niederländischen Nationalmannschaft.

## Karriere als Fußballer
Dwight Lodeweges wuchs in Voorthuizen in der Provinz Gelderland auf, nachdem seine in der Nachkriegszeit nach Kanada gezogenen Eltern, in die Niederlande zurückgekehrt waren und spielte als Jugendlicher für VVO. Seinen ersten Profivertrag erhielt er bei den Go Ahead Eagles aus Deventer in der Provinz Overijssel, ca. 50 Kilometer von Voorthuizen entfernt. Später zog es Lodeweges in sein Geburtsland zu Edmonton Drillers, bevor er 1982 in die Niederlande zu Go Ahead Eagles zurückkehrte. Nach kurzer Zeit schloss er sich in Kanada Montreal Manic an. Von 1984 bis 1988 war Lodeweges in den USA für die Minnesota Strikers aktiv. Später kehrte Dwight Lodeweges erneut zu den Go Ahead Eagles Deventer zurück, wo er – abgesehen von einem Gastspiel bei Minnesota Strikers – bis zu seinem Karriereende blieb.

## Karriere als Trainer
Bereits während seiner Zeit bei Go Ahead Eagles Deventer übernahm er den Posten des Jugendtrainers und wurde später Co-Trainer der Profimannschaft. Danach wurde Lodeweges Trainer beim Gelderländer Amateurverein VVOG, bevor er den FC Zwolle, der Vorgängerverein von PEC Zwolle, betreute. In der Folge war Co-Trainer und Cheftrainer bei diversen Klubs in den Niederlanden und im Ausland. Von 2016 bis 2017 trainierte er die niederländische U20-Nationalmannschaft, bevor er über den Umweg als Co-Trainer in Zwolle als Assistenztrainer von Ronald Koeman zur niederländischen A-Nationalmannschaft stieß. Die Elftal hatte vor der Inthronisierung von Koeman und Lodeweges die Qualifikation für die EM 2016 in Frankreich und der Weltmeisterschaftsendrunde 2018 in Russland verpasst. Nachdem Dwight Lodeweges und Ronald Koeman die niederländische Mannschaft übernahmen, gelang Nederlands Elftal in der Gruppenphase in der Liga A in der UEFA Nations League der Gruppensieg vor Weltmeister Frankreich und dem Erzrivalen Deutschland. In den Final four erreichte die Niederlande das Finale und unterlag dort Europameister Portugal. In der Qualifikation für die europaweit ausgetragene EM-Endrunde qualifizierte sich die Elftal als Gruppenzweiter für das Turnier, das aufgrund der COVID-19-Pandemie auf das Jahr 2021 verschoben wurde.
Im August 2020 gab Ronald Koeman sein Amt als Bondscoach aufgrund seines Wechsels zum FC Barcelona ab, so dass Dwight Lodeweges interimsmäßig neuer Trainer der niederländischen Nationalmannschaft ist. Am 23. September 2020 wurde Frank de Boer neuer Trainer der niederländischen Nationalmannschaft, woraufhin Lodeweges wieder Co-Trainer wurde.